# Till Demtrøder

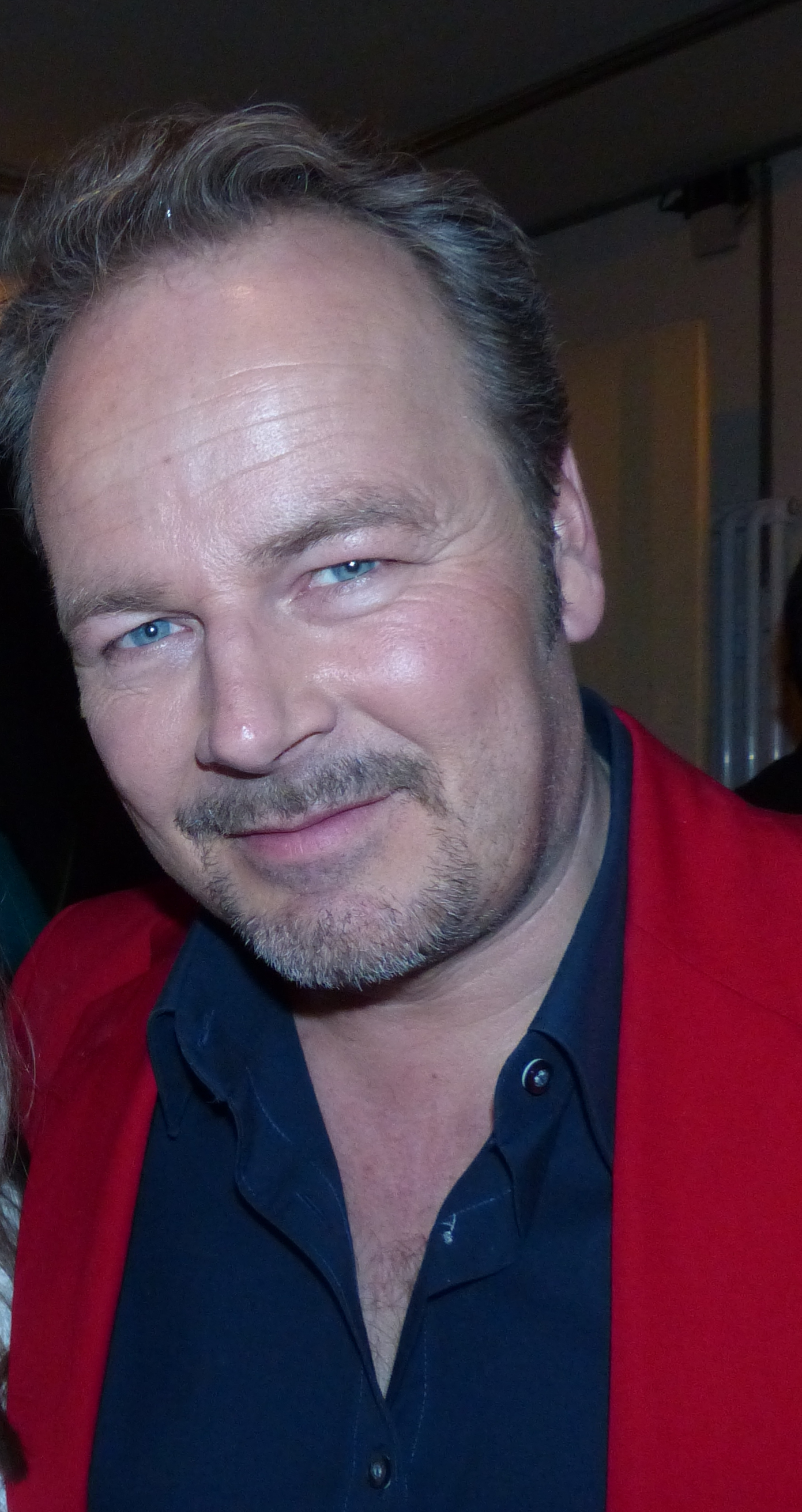
Till Demtrøder (2013)

Till Demtrøder (* 6. Mai 1967 in Hamburg) ist ein deutscher Schauspieler, Hörbuch-, Synchron- und Werbesprecher, Moderator und Autor. Zudem gründete er als Benefiz-Veranstalter die Eventfirma  ExperiArts Entertainment.

## Leben
Till Demtrøder wuchs in Hamburg-Rahlstedt als Sohn eines Architekten auf. Sein erster Filmauftritt erfolgte im Alter von elf Jahren bei der Verfilmung der Novelle Am Südhang von Eduard von Keyserling unter Regisseur Michael Verhoeven. Es folgten weitere Filme als Kinderschauspieler. Nach dem Abitur am Gymnasium Rahlstedt in Hamburg wollte er eigentlich Journalist werden, absolvierte dann aber von 1986 bis 1989 ein Schauspielstudium in Hamburg.
Bekannt wurde Demtrøder durch Rollen in den Fernsehserien Der Landarzt, Blankenese, Hallo Robbie! und Großstadtrevier. Im Großstadtrevier spielte er seit 1992 die Rolle des Zivilfahnders Henning Schulz. Nach 17 Jahren verließ er 2009 die Serie. Ebenfalls seit 1992, bis zum Ende der Serie, spielte er eine wiederkehrende Nebenrolle in der Fernsehserie Der Landarzt.
Als Synchronsprecher hat Demtrøder in vielen internationalen Kino- und Fernsehfilmen sowie in zahlreichen ausländischen TV-Serien den Stars seine Stimme geliehen; so ist er auch die deutsche Stimme von Callan Mulvey in der Serie Heartbreak High. Zudem wirkte er in der Rolle des Carth Onasi in den Computerspielen Star Wars: Knights of the Old Republic und Star Wars: Knights of the Old Republic II: The Sith Lords mit. 
Außerdem arbeitet er als Sprecher von Hörbüchern, wofür er bereits mehrfach mit Preisen ausgezeichnet worden ist. Unter anderem sprach er mehrere Charaktere in der Hörspiel-Serie Die drei ??? bzw. in einer Folge von DiE DR3i und zur Hörspiel-Serie von TKKG. Seine Stimme ist außerdem in vielen Spots der Radio- und Fernsehwerbung zu hören.
Seit 2006 organisiert er das Rügen Cross Country und seit 2009 auch das Tirol Cross Mountain. Seit geraumer Zeit ist Demtrøder als Musher aktiv und veranstaltet mit seiner Eventagentur ExperiArts Entertainment GmbH seit Februar 2016 die Baltic Lights, ein Schlittenhunderennen auf Usedom.
In der Saison 2016 der Karl-May-Spiele in Bad Segeberg war er für die Rolle des Old Shatterhand in der Inszenierung von Der Schatz im Silbersee gesetzt.
Till Demtrøder ist verheiratet und hat drei Töchter. Seit 2015 lebt er auf einem Hof bei Großhansdorf.
Im Jahr 2018 wirbt er ehrenamtlich als Bootschafter für die Seenotretter der DGzRS.
Von Januar bis Mai 2024 spielte er die Hauptrolle in der 80-teiligen Fernsehserie Das Küstenrevier.

## Filmografie (Auswahl)
- 1992: Diese Drombuschs (Fernsehserie, Folge 5x05)
- 1992–2010: Großstadtrevier (Fernsehserie, 224 Folgen)
- 1992–2013: Der Landarzt (Fernsehserie, 69 Folgen)
- 1993: Ein Bayer auf Rügen (Fernsehserie, Folge 2x01)
- 1993–1994: Immer wieder Sonntag (Fernsehserie, 8 Folgen)
- 1994: Blankenese (Fernsehserie, 21 Folgen)
- 1995: Tatort – Tod eines Polizisten
- 1996: Gegen den Wind (Fernsehserie, Folge 3x03)
- 1997: Duell zu Dritt (Fernsehserie, Folge 1x04)
- 1997: Röpers letzter Tag (Fernsehfilm)
- 1998: Der König von St. Pauli (Mini-Serie, Teil 1)
- 2001: Unser Charly (Fernsehserie, Folge 7x0)
- 2001: Wilder Kaiser (Fernsehserie, Folge 1x04)
- 2002–2009: Hallo Robbie! (Fernsehserie, 59 Folgen)
- 2004: Inga Lindström – Sehnsucht nach Marielund (Fernsehreihe)
- 2006–2008: Zwei Herzen und zwölf Pfoten (Fernsehserie, 3 Folgen)
- 2006: Verliebt, na und wie!
- 2009: In aller Freundschaft (Fernsehserie, 6 Folgen)
- 2009: Notruf Hafenkante (Fernsehserie, Folge 4x12)
- 2010: Der Bergdoktor (Fernsehserie, 4 Folgen)
- 2011: Da kommt Kalle (Fernsehserie, Folge 5x11)
- 2013: SOKO 5113 (Fernsehserie, Folge 39x13)
- 2014: Küstenwache (Fernsehserie, Folge 16x19)
- 2011–2014: Verbotene Liebe (Fernsehserie, 430 Folgen)
- 2016: Aktenzeichen XY … ungelöst (Folge vom 10. Februar 2016)
- 2016: Morden im Norden (Fernsehserie, Folge Ausgeblutet)
- 2016: Alarm für Cobra 11 – Die Autobahnpolizei (Fernsehserie, Folge 40x04)
- 2020: Kein einfacher Mord
- 2024: Das Küstenrevier (Fernsehserie, 80 Folgen)

## Hörbücher (Auswahl)
- 2007: Geisterschiff
- 2008: Kai und die Weihnachtsdiebe
- 2008: Der Leuchtturm auf den Hummerklippen
- 2009–2010: Wer war das – Forscher und Erfinder (Teil 2, 3, 4, 5)
- 2009: Der Pferdejunge von Ruper Isaacson
- 2010: Süchtig nach dem Sturm von Normal Ollestad
- 2010: Sams Wal
- 2011: Der letzte Freier
- 2014: Der Leuchtturm auf den Hummerklippen

## Auszeichnungen
- 2005: Goldene Kamera für Großstadtrevier – Beste Serie.
- 2008: Polizeistern der Polizei Hamburg. Dritter Preisträger nach Jürgen Roland und Craig Russell.
- 2014: Star des Jahres für Charity Engagement der Welthungerhilfe